# رودسفيل (كارولاينا الجنوبية)
رودسفيل (بالإنجليزية: Rowesville town, South Carolina)‏ هي بلدة تقع بولاية كارولاينا الجنوبية في الولايات المتحدة. تبلغ مساحتها 2.16 كم2، وترتفع عن سطح البحر 50.9016 م، بلغ عدد سكانها 304 نسمة في عام 2010 حسب إحصاء مكتب تعداد الولايات المتحدة وتصل الكثافة السكانية فيها 140.7 نسمة لكل كيلومتر مربع (364.4/ميل2).

## التركيبة السكانية
حدّد مكتب تعداد الولايات المتحدة بيانات التركيبة السكانية لرودسفيل في تعداد الولايات المتحدة. في ما يلي، التركيبة السكانية حسب تعدادي 2000 و2010.

### تعداد عام 2000
بلغ عدد سكان رودسفيل 378 نسمة بحسب تعداد عام 2000، وبلغ عدد الأسر 140 أسرة وعدد العائلات 102 عائلة مقيمة في البلدة. في حين سجلت الكثافة السكانية 175 نسمة لكل كيلومتر مربع (453.2/ميل2). وبلغ عدد الوحدات السكنية 159 وحدة بمتوسط كثافة قدره 73.6 لكل كيلومتر مربع (190.6/ميل2).
وتوزع التركيب العرقي للبلدة بنسبة 38.89% من البيض و60.85% من الأمريكيين الأفارقة و0.26% من عرقين مختلطين أو أكثر و0.79% من الهسبانيون أو اللاتينيون من أي عرق.
بلغ عدد الأسر 140 أسرة كانت نسبة 33.6% منها لديها أطفال تحت سن الثامنة عشر تعيش معهم، وبلغت نسبة الأزواج القاطنين مع بعضهم البعض 42.1% من أصل المجموع الكلي للأسر، ونسبة 22.9% من الأسر كان لديها معيلات من الإناث دون وجود شريك، بينما كانت نسبة 7.9% من الأسر لديها معيلون من الذكور دون وجود شريكة وكانت نسبة 27.1% من غير العائلات. تألفت نسبة 22.1% من أصل جميع الأسر من عدة أفراد يعيشون في نفس المنزل ونسبة 12.9% كانت تتألف من شخص يعيش بمفرده يبلغ من العمر 65 عاماً أو أكثر. وبلغ متوسط حجم الأسرة المعيشية 2.68، أما متوسط حجم العائلات فبلغ 3.11.
بلغ العمر الوسطي للسكان 34.3 عاماً. وكانت نسبة 25.9% من القاطنين تحت سن الثامنة عشر، وكانت نسبة 8.5% بين الثامنة عشر والرابعة والعشرين عاماً، ونسبة 29.4% كانت واقعةً في الفئة العمرية ما بين الخامسة والعشرين والرابعة والأربعين عاماً، ونسبة 22% كانت ما بين الخامسة والأربعين والرابعة والستين، ونسبة 13.5% كانت ضمن فئة الخامسة والستين عاماً فما فوق. يوجد لكل 100 أنثى 100.5 ذكر، ويوجد لكل 100 أنثى في الثامنة عشر من عمرها فما فوق 97.9 ذكر.
بلغ متوسط دخل الأسرة في البلدة 30,833 دولارًا، أما متوسط دخل العائلة فبلغ 36,250 دولارًا. وكان متوسط دخل الذكور 24,500 دولارًا مقابل 16,591 دولارًا للإناث. وسجل دخل الفرد الخاص بالبلدة 13,978 دولارًا. وكانت نسبة 12.5% من العائلات ونسبة 20.6% من السكان تحت خط الفقر، وكان من هؤلاء نسبة 39.7% تحت سن الثامنة عشر ونسبة 23.4% في الخامسة والستين من العمر وما فوق.

### تعداد عام 2010
بلغ عدد سكان رودسفيل 304 نسمة بحسب تعداد عام 2010، وبلغ عدد الأسر 113 أسرة وعدد العائلات 85 عائلة مقيمة في البلدة. في حين سجلت الكثافة السكانية 140.7 نسمة لكل كيلومتر مربع (364.4/ميل2). وبلغ عدد الوحدات السكنية 135 وحدة بمتوسط كثافة قدره 62.5 لكل كيلومتر مربع (161.9/ميل2).
وتوزع التركيب العرقي للبلدة بنسبة 39.80% من البيض و57.57% من الأمريكيين الأفارقة و0.66% من الأمريكيين الأصليين و1.32% من الأعراق الأخرى و0.66% من عرقين مختلطين أو أكثر و1.32% من الهسبانيون أو اللاتينيون من أي عرق.
بلغ عدد الأسر 113 أسرة كانت نسبة 28.3% منها لديها أطفال تحت سن الثامنة عشر تعيش معهم، وبلغت نسبة الأزواج القاطنين مع بعضهم البعض 40.7% من أصل المجموع الكلي للأسر، ونسبة 26.5% من الأسر كان لديها معيلات من الإناث دون وجود شريك، بينما كانت نسبة 8% من الأسر لديها معيلون من الذكور دون وجود شريكة وكانت نسبة 24.8% من غير العائلات. تألفت نسبة 23.9% من أصل جميع الأسر من عدة أفراد يعيشون في نفس المنزل ونسبة 11.5% كانت تتألف من شخص يعيش بمفرده يبلغ من العمر 65 عاماً أو أكثر. وبلغ متوسط حجم الأسرة المعيشية 2.65، أما متوسط حجم العائلات فبلغ 3.11.
بلغ العمر الوسطي للسكان 40.0 عاماً. وكانت نسبة 22.4% من القاطنين تحت سن الثامنة عشر، وكانت نسبة 9.2% بين الثامنة عشر والرابعة والعشرين عاماً، ونسبة 22.4% كانت واقعةً في الفئة العمرية ما بين الخامسة والعشرين والرابعة والأربعين عاماً، ونسبة 31.9% كانت ما بين الخامسة والأربعين والرابعة والستين، ونسبة 14.1% كانت ضمن فئة الخامسة والستين عاماً فما فوق. وتوزع التركيب الجنسي للسكان بنسبة 50% ذكور و50% إناث.